# HIROKO TANIYAMA '00S
『HIROKO TANIYAMA '00S』（ヒロコ タニヤマ ダブルオーズ）は、谷山浩子のベスト・アルバム。谷山本人は本作を秘かに「ニセンティーズ」と呼んでいる。
年代別コレクションシリーズの第4弾で、本作では2001年から2008年までの2000年代にリリースされた曲の中から選曲されている。

## 収録曲
1. 向こう側の王国
2. 意味なしアリス
3. 電波塔の少年
4. さよならのかわりに
5. 素晴らしき紅マグロの世界
6. よその子
7. まもるくん
8. 洗濯かご
9. 人魚は歩けない
10. 神様
11. 終電座
12. かおのえき
13. 仇
14. アトカタモナイノ国
15. テルーの唄

- 作詞: 谷山浩子（15を除く全曲）、宮崎吾朗（15）
- 作曲: 谷山浩子（全曲）
- 編曲: 谷山浩子・石井AQ（全曲）

## 年代別ベストアルバム
- HIROKO TANIYAMA '70S
- HIROKO TANIYAMA '80S
- HIROKO TANIYAMA '90S
- HIROKO TANIYAMA '00S